# Sylvain Savoia
Sylvain Savoia (ur. 30 września 1969 w Reims) – francuski rysownik i autor komiksów.
Absolwent École supérieure des arts Saint-Luc w Brukseli. Komiksem zainteresował się jeszcze jako nastolatek, kiedy to stworzył swój pierwszy fanzine zatytułowany „Hors-Gabarit”.
Jest autorem rysunków do komiksów, m.in. Nomad, Al'Togo oraz Les esclaves oubliés de Tromelin.
Jego spotkanie z Marzeną Sową zaowocowało serią albumów o Marzi, których akcja rozgrywa się w Polsce lat 80. obserwowanej z perspektywy kilkuletniej dziewczynki.